# ВЕС Гебелезіс
ВЕС Гебелезіс – вітрова електростанція в Румунії у повіті Галац.
Майданчик для ВЕС, названої ім’ям дакійського богу грози, обрали на сході країни, неподалік від кордону з Республікою Молдова. Тут між селами Măcişeni та Валя-Мерулуй у 2013-му ввели в експлуатацію 35 вітрових турбін данської компанії Vestas типу V90/2000 із одиничною потужністю 2 МВт та діаметром ротору 90 метрів.
Можливо відмітити, що поряд розташована інша вітрова станція – Балені, споруджена у тому ж році. 